# Negro César
Negro César fue un pirata de origen africano de finales del siglo XVII y principios del XVIII, que llegó a ser lugarteniente de Barbanegra.

## Origen
Se decía de él que era alto, fuerte e inteligente.
Si bien la historia se mezcla con la leyenda, se cree que fue el jefe de una tribu de África Occidental. Habría evitado varias veces a los traficantes de esclavos, hasta que fue engañado. Se dice que un capitán llamó su atención con un reloj de oro y la promesa de más riquezas. Consiguió atraer a él y a sus hombres a su barco, les dio de comer y los sedujo con seda, joyas y música. Mientras estaban distraídos, zarparon, y para cuando Negro César quiso darse cuenta de lo que había pasado, ya era demasiado tarde. Intentaron luchar igualmente, pero los esclavistas los superaron.
Durante el trayecto, se hizo amigo de un marinero, que le proporcionaba agua y comida. Al parecer, dicho marinero podría haber sido un trabajador no remunerado descontento con su propia situación.
Finalmente, cerca de las costas de Florida, se toparon con un huracán, y el marinero y él aprovecharon la amenaza inminente para, con la ayuda de algunos de los hombres de Negro César, acorralar a los marineros y al capitán y escapar del barco en un bote de remos que cargaron con munición y provisiones. Consiguieron llegar a la costa, y fueron los únicos supervivientes del barco.

## Piratería en los Cayos de la Florida
Durante los años siguientes, el marinero y él se dedicaron a la piratería en los Cayos de Florida. Convencían a los barcos que avistaban de que eran supervivientes de un barco naufragado y, una vez a bordo, les robaban y se llevaban el botín a su guarida, llegando a amasar una gran fortuna.
Usando un anillo incrustado en una roca, podían ocultar su barco hundiéndolo en el agua y desmontando el mástil en caso de que se acercara un peligro y hasta que este pasara.
Los dos amigos se enfrentaron debido a una mujer que avistaron en un barco y que los dos deseaban. Se enfrentaron en un duelo, en el que Negro César mató a su amigo, quedándose así con la mujer.
Posteriormente, con el dinero conseguido, Negro César conseguiría hacerse con una tripulación y atacar barcos en alta mar. Pero hay quien dice que pudo ir más allá y llegar a abrir un prostíbulo en una isla de los Cayos, aparte de tener su propio harén.
Se cree que él y su tripulación enterraban su botín en Cayo Elliott, si bien hasta la fecha no se ha hallado ningún tesoro. Allí tendrían también un campo de prisioneros, a los que mantendrían en cabañas de piedra. Por estos prisioneros, exigirían rescates para aumentar sus ganancias. Cuando salían a atacar barcos, no dejaban provisiones para los prisioneros, con lo que muchos morían de hambre. Se cree que hubo niños que escaparon de este campo de prisioneros, fundando una sociedad de niños perdidos, con su propio lenguaje y costumbres, lo cual podría ser una base para la idea de que la isla está embrujada.
Si bien ahí estaba el campo de prisioneros, se dice que tendría su base en una pequeña isla rocosa al norte de Cayo Largo, que posteriormente recibiría el nombre de Caesar's Rock en su honor.
Ejercería la piratería en los Cayos durante casi una década.

## ElVenganza de la Reina Ana
Llegaría a ser lugarteniente de Barbanegra en el Venganza de la Reina Ana.
Fue uno de los pocos que sobrevivió en 1718 a la batalla en la que Barbanegra murió a manos de Robert Maynard, de la Marina Real británica, pero fue apresado ese mismo año y ahorcado en Williamsburg, Virginia por piratería. Otras fuentes, sugieren que fue apresado en la misma batalla por los hombres de Maynard, justo cuando estaba a punto de hacer estallar el barco, gracias a que un cautivo luchó con él hasta que estos llegaron.

### Dudas al respecto
Cindy Vallar indica que este Negro César no sería el mismo que ejerció la piratería en los Cayos, ya que el que fue lugarteniente de Barbanegra habría sido un esclavo de un tal Tobias Knight, de Carolina del Norte, con lo que habría habido dos Negro Césares y el destino del primero sería incierto.

## Otra posible historia: el Negro César de origen haitiano
Si bien esa parece la historia más generalizada, existe otra corriente.
Según esta, Negro César habría nacido como Henri César, un esclavo de Haití. Habría trabajado como leñador, pero su supervisor lo trataba mal y vio una oportunidad para ser libre en la rebelión de los esclavos de finales del siglo XVIII. Durante la insurrección habría matado a su supervisor y se habría unido a los liberadores clandestinos.
César permaneció en la isla hasta que esta se independizó de Francia, momento en el que buscó hacer fortuna en el mar. Consiguió capturar un barco español, consiguiendo rodear Cuba y las Bahamas. En 1805, atacaba ya aldeas y barcos solitarios desde su base en los Cayos de Florida, usando ya el nombre de Negro César. Se dice que tenía un tesoro enterrado en las islas de la región de oro por valor de entre dos y seis millones de dólares, el cual nunca se habría encontrado.
Habría desaparecido en 1830 por motivos desconocidos. Algunos dicen que habría huido cuando los Estados Unidos se hicieron con la región, otros creen que las autoridades le apresaron y lo quemaron.